# Vasilij I. (biskup rjazaňský)
Svatý Vasilij Rjazaňský († 1295, Perejaslav) byl kněz ruské pravoslavné církve a biskup rjazaňský a muromský.
V Lavrentěvské kronice je zmíněn jako čtvrtý biskup rjazaňský. Podle legendy byl postřižen na monacha v Muromu, poté byl vysvěcen na biskupa muromského.
Podle příběhu kdy byl biskupem v Muromu vykonal zázrak; dav ho obvinil z neslušného chování a sexuálních aktivit. Vasilij po modlitbě odešel k řece Oka, rozprostřel své biskupské roucho na vodu, stoupl si na něj s ikonou Matky Boží a šest hodin plul do Staré Rjazaně.
Legenda o svatém Vasilijovi je zmatená, jelikož existovali dva biskupové Rjazaně se jménem Vasilij.
Na soboru roku 1547 nebyl kanonizován mezi muromskými svatými ale byl místně uctívaným světcem.
Dne 10. června 1609 byly v boriso-glebském soboru v Rjazani nalezeny jeho ostatky a byly přeneseny do soboru Zesnutí přesvaté Bohorodice (nyní sobor Narození Krista). Zároveň byl složen tropar a kondak ke světci.
Dekretem z roku 1814 povolil Největší synod oslavovat jeho památku spolu s muromskými divotvorci.
Dekretem Nejsvětějšího synodu z roku 1881 byl povolen jeho svátek dne 3. července v den jeho smrti a 10. června v den přenesení ostatků.